# Sonate pour deux pianos (Poulenc)
Pour les articles homonymes, voir Sonate pour deux pianos.
La Sonate pour deux pianos est une œuvre majeure dans le catalogue pour clavier de Francis Poulenc. Composée en 1952 et 1953 à Marseille et Noizay, elle est dédiée aux pianistes américains Arthur Gold et Robert Fizdale. Selon son biographe Henri Hell, « œuvre des plus complètes de Poulenc, l'une de celles où on le trouve tout entier ».

## Structure
1. Prologue
2. Allegro molto
3. Andante lirico
4. Épilogue